# دانا لونش
دانا لونش (بالإنجليزية: Dana Lynch)‏ هو سياسي أمريكي، ولد في 26 مارس 1949 في الولايات المتحدة. حزبياً، نشط في الحزب الديمقراطي.